# Phoebe Nicholson
Phoebe Nicholson es un personaje ficticio de la serie de televisión australiana Home and Away, interpretada por la actriz Isabella Giovinazzo del 26 de noviembre de 2013 hasta el 11 de mayo de 2017.
En agosto de 2015 se anunció que se había unido al especial Home and Away: An Eye for An Eye el 9 de diciembre del mismo año.

## Antecedentes
Phoebe es una cantante y compositora de Melbourne, estudio y salió con Kyle Braxton.

## Biografía
Phoebe llega por primera vez a la bahía en noviembre de 2013 para ayudar a su  amigo Kyle Braxton a organizar un festival de música para su escuela, cuando se reencuentra con Kyle se revela que Phoebe era la novia que Kyle había dejado en Melbourne cuando él se mudó a la bahía, cuando Phoebe ve que Kyle tiene una estrecha amistad con Tamara Kingsley se pone celosa y termina acostándose con Chris Harrington, cuando Phoebe intenta seducir a Kyle, él le dice que no está interesado. Kyle le pide disculpas cuando se da cuenta lo mucho que Phoebe estaba dolida cuando él se fue de Melbourne sin darle ninguna explicación.
Poco después Phoebe y Kyle comienzan a salir nuevamente, más tarde cuando se da cuenta de que Kyle había cambiado y cree que se debía a sus medios hermanos Darryl Braxton, Heath Braxton y Casey Braxton, sin embargo cuando lo confronta Kyle le revela que tiempo atrás él había secuestrado a Casey y a Tamara para vengarse por la muerte de su padre Danny Braxton y que sus hermanos lo habían perdonado, sorprendida Phoebe decide regresar a Melbourne y cuando le pide a Kyle que vaya con ella y él le dice que no quiere dejar a su familia Phoebe decide romper con él, inmediatamente Kyle se da cuenta de que ama a Phoebe y no puede estar sin ella  por lo que decide ir a buscarla y poco después  cuando regresan a la bahía continúan su relación.
En mayo de 2014 cuando su padre Mark Nicholson llega a la bahía, él hace todo lo posible para separarla de Kyle y le ofrece a Kyle $50,000 para que deje a su hija sin embargo cuando él no lo acepta Mark le ofrece $100,000 pero Kyle también rechaza.
El 11 de mayo de 2017 Phoebe decidió dejar la bahía para mudarse a los Estados Unidos para iniciar un tour.